# 椿十四郎
椿 十四郎（つばき じゅうしろう、1978年4月14日 - )は日本の成人向け漫画家。男性。

## 略歴
高校卒業後、工員やサラリーマンとして一般企業で働いていたが谷口ジローの元で3年間アシスタントを勤めた。
2006年に雑誌『COMIC天魔』（茜新社）2006年7月号にて「約束のない休日」でデビュー。主に兄妹、姉弟間の近親相姦系作品を中心に発表している。
2020年からはlive2dを用いた二次エロ動画の作成やドット絵素材の作成もしている。

## 動画配信
2010年からニコニコ生放送で作業配信をしていたが、BAN処分を受けたためFC2ライブチャットに完全移行した。原稿作業の様子をゲーム配信を交えながら行っている。

## 漫画作品
- 実姉双姦ルート（2008年10月）
- 姉妹みっくす（2009年10月）
- 近親相姦ってイケナイ事だからしたくなるんでしょ？（2010年12月）
- シスター⇔シスター（2012年6月）
- アネ LOVER（2012年7月）
- イモウト LOVER（2012年7月）
- my妹しーくれっと（2013年6月）
- イモウトマニュアル（2013年12月）
- アネートイモート（2014年12月）
- デイリーシスターズ（2016年5月）
- 可愛い妹とイケない事しています！（2017年11月）
- いも～とあくせす（2018年2月）
- 曖昧だいありぃ （2019年12月）
- アネメガネ （2020年4月）

## 原画
- 危険日OK！孕んでシスターズ